# Dán festők listája
A dán festők alábbi listája azokat a művészeket sorolja fel, akik Dániában születtek vagy munkásságuk Dániához kapcsolódik.
| Ábécé szerinti tartalomjegyzék                                                                           |
| --- |
| A, Á B C Cs D Dz Dzs E, É F G Gy H I, Í J K L Ly M N Ny O, Ó Ö, Ő P Q R S Sz T Ty U, Ú Ü, Ű V W X Y Z Zs |

## A
- Nicolai Abraham Abildgaard (1744–1809)
- Else Alfelt (1910–1974)
- Peder Als (1725–1776)
- Anna Ancher (1859–1935)
- Helga Ancher (1883–1964)
- Michael Ancher (1849–1927)

## B
- Otto Bache (1839–1927)
- Mogens Balle (1921–1988)
- Lars Bang (1973–)
- Poul Anker Bech (1942–2009)[1]
- Wilhelm Bendz (1804–1832)
- Albert Bertelsen (1921–2019)
- Ejler Bille (1910–2004)
- Wilhelm Bissen (1836–1913)
- Carl Heinrich Bloch (1834–1890)
- Lars Bo (1924–1999)
- Hans Andersen Brendekilde (1857–1942)
- Peter Brandes (1944–)
- Jacob Brostrup (1973–)
- Johan Jacob Bruun (1715–1789)
- Magdalene Bärens (1737–1808)
- Emil Bærentzen (1799–1868)
- P. Rostrup Bøyesen (1882–1952)

## C
- Godfred Christensen (1845–1928)
- Franciska Clausen (1899–1986)

## D
- Carl Dahl (1812–1865)
- Christen Dalsgaard (1824–1907)
- Heinrich Dohm (1875–1940)
- Anton Dorph (1831–1914)
- Holger Drachmann (1846–1908)
- Kai Drews (1884–1964)
- Dankvart Dreyer (1816–1852)

## E
- Christoffer Wilhelm Eckersberg (1783–1853)
- Heinrich Eddelien (1802–1852)
- Ib Eisner (1925–2003)
- Julius Exner (1825–1910)

## F
- Paul Gustave Fisher (1860–1934)
- Johanna Marie Fosie (1726–1764)
- Wilhelm Freddie (1909–1995)
- Cladius Detlev Fritzsch (1765–1841)

## G
- Johan Vilhelm Gertner (1818–1871)
- Albert Gottschalk (1866–1906)

## H
- Hans Jørgen Hammer (1815–1882)
- Vilhelm Hammershøi (1864–1916)
- Constantin Hansen (1804–1880)
- Hans Hansen (1769–1828)
- Heinrich Hansen (1821–1890)
- Niels Hansen (1880–1946)
- Svend Wiig Hansen (1922–1997)
- Christian Horneman  (1765–1844)
- Henry Heerup (1907–1993)
- Einar Hein (1875–1931)
- Erik Henningsen (1855–1930)
- Frants Henningsen (1850–1908)
- Frants Henningsen (1850–1908)
- Sally Henriques (1815–1886)
- Heinrich Gustav Ferdinand Holm (1803–1861)
- Bent Holstein (1942–)
- Paul Høm (1905–1994)
- Oluf Høst (1884–1966)
- Cornelius Høyer (1741–1804)

## I
- Peter Ilsted (1861–1933)
- Pieter Isaacsz (1569–1625)

## J
- Egill Jacobsen, (1910–1998)
- Georg Jacobsen (1887–1976)
- Robert Jacobsen (1912–1993)
- Ruud Janssen (1959–)
- August Jerndorff (1846–1906)
- Just Jerndorff (1806–1847)
- Christian Albrecht Jensen (1792–1870)
- Johan Laurentz Jensen (1800–1856)
- Jessen, Carl Ludwig (1833–1917) festő
- Elisabeth Jerichau-Baumann (1819–1881)
- August Jerndorff (1846–1906)
- Asger Jorn (1914–1973)
- Jens Juel (1745–1802)

## K
- Canuto Kallan (1960–)
- Bernhard Keil (1624–1687)
- Per Kirkeby (1938–)
- Jesper Knudsen (1964–)
- Christen Købke (1810–1848)
- John Kørner (1967–)
- Johanne Krebs (1848–1924)
- Hendrick Krock (1671–1738)
- Christian Krogh (1852–1925)
- Marie Krøyer (1867–1940)
- Peder Severin Krøyer (1851–1909)
- Michael Kvium (1955–)
- Albert Küchler  (1803–1886)
- Vilhelm Kyhn (1819–1903)
- John Kørner (1967–)

## L
- Emanuel Larsen (1823–1859)
- Christian August Lorentzen (1746–1828)
- Christine Løvmand (1803–1872)
- J. L. Lund (1777–1867)

## M
- Niels Macholm (1915–1997)
- Karl Madsen (1855–1938)
- Magnussen, Christian Carl (1821–1896) festő
- Lise Malinovsky (1957–)
- Wilhelm Marstrand (1810–1873)
- Anton Melbye (1818–1875)
- Fritz Melbye (1826–1869)
- Vilhelm Melbye (1824–1882)
- Tage Mellerup (1911–1988)
- Jens Peter Møller (1783–1854)
- Peder Mørk Mønsted (1859–1941)
- Richard Mortensen (1910–1993)
- Adam August Müller (1811–1844)
- Emilie Mundt (1842–1922)
- Christian Mølsted (1862–1930)

## N
- Arthur Nielsen (1883–1946)
- Ejnar Nielsen (1872–1956)
- Jan Nieuwenhuys (1922–1986)
- Julie Nord (1970–)
- Emil Normann (1798–1881)
- Lars Nørgård (1956–)

## O
- Henrik Olrik (1830–1890)
- Erik Ortvad (1917–2008)

## P
- Julius Paulsen (1860–1940)
- Carl-Henning Pedersen (1913–2007)
- Viggo Pedersen (1854–1926)
- Anna Petersen (1845–1910)
- Edvard Petersen (1841–1911)
- Fritz Petzholdt (1805–1838)
- Theodor Philipsen (1840–1920)
- Camille Pissarro (1830–1903)

## R
- Tal R (1967–)
- Johannes Rach (1720–1783)
- Jacob Rantzau (1973–)
- Hans Palludan Rasmussen (1884–1962)
- Johan Rohde (1856–1935)
- L.A. Ring (1854–1933)
- Jørgen Roed (1808–1888)
- Martinus Rørbye (1803–1848)

## S
- Otto Sarp (1885–1945)
- Ludvig Abelin Schou (1838–1867)
- P. A. Schou (1844–1914)
- Johann Jürgen Sickert (1803–1864) festő
- Joakim Skovgaard (1856–1933)
- Niels Skovgaard (1858–1938)
- Joakim Frederik Skovgaard (1856–1933)
- P.C. Skovgaard (1817–1875)
- Agnes Slott-Møller  (1862–1937)
- Harald Slott-Møller (1864–1937)
- Frederik Sødring (1809–1862)
- Jens Søndergaard (1895–1957)
- Carl Frederik Sørensen (1818–1879)
- Anna Syberg (1870–1941)
- Fritz Syberg (1862–1939)
- Leif Sylvester Petersen (1940–)

## T
- Anne Marie Telmányi (1893–1983)
- C. Thomsen (1847–1912)
- Reinhold Timm(?–1639)
- Kurt Trampedach (1943–)
- Laurits Tuxen (1853–1927)

## V
- Herman Vedel (1875–1948)

## W
- Bertha Wegmann (1847–1926)
- Jens Ferdinand Willumsen (1863–1958)
- Bjørn Wiinblad (1918–2006)
- Abraham Wuchters (1608–1682)

## Z
- Kristian Zahrtmann (1843–1917)
- Georg Ziesenis (1716–1777)

## Å
- Susanne Aamund (1943–)